# Peixe-frade
O  Pomacanthus paru, comummente conhecido como Paru (não confundir com as espécies Pomacanthus arcuatus e Pomacanthus rathbuni, que consigo partilham este nome) ou Peixe-frade (não confundir com a espécie  Cetorhinus maximus, que também partilha deste nome comum), é um peixe-anjo da família dos pomacantídeos, sendo encontrado no Oceano Atlântico Ocidental desde a Flórida e Bahamas até o Brasil, incluindo o Golfo do México e as Caraíbas.
O peixe-frade normalmente habita áreas recifais rasas e nada em pares. Alimenta-se de esponjas, algas, briozoários, gorgónias e tunicados. Os jovens podem atuar como limpadores.

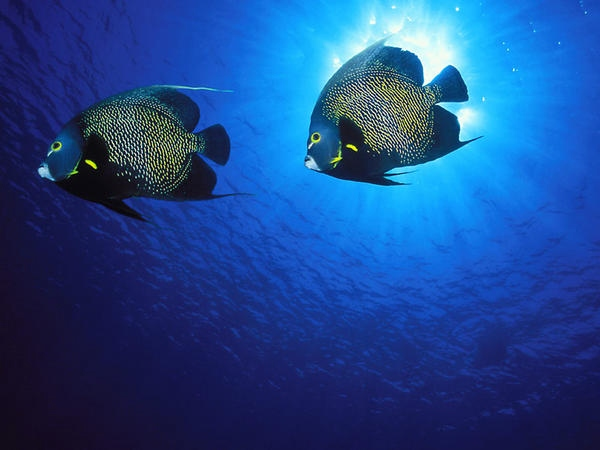
Casal de peixes-frade.